# Karstorp vid Gagnån naturreservat
Karstorp vid Gagnån naturreservat är ett naturreservat i Habo kommun i Jönköpings län.
Området är skyddat sedan 2022 och omfattar 4 hektar. Det är beläget strax norr om samhället Fagerhult. Det består av en sträcka av Gagnån och norr om denna sandbarrskog.